# Sam Earle
Pour les articles homonymes, voir Earle.
Sam Earle (né Samuel Richard Hollett Earle le 4 octobre 1993), est un acteur canadien connu pour jouer KC Guthrie dans la série télévisée Degrassi : La Nouvelle Génération.

## Filmographie
- 2008 : Sticks and Stones (téléfilm) : Curran Webster
- depuis 2008 : Degrassi : La Nouvelle Génération (série télévisée) : K.C. Guthrie (rôle principal, Saison 8-présent)